# Xanadu
Xanadu е песен на канадската прогресив рок група Ръш, намираща се на албума им A Farewell to Kings от 1977 г. Дълга е около 11 минути и в началото ѝ има пет-минутна инструментална част, която преминава в повествование, написано от Нийл Пърт и вдъхновено от поемата Кубла Хан на Самюъл Тейлър Колеридж.
В текста на Пърт разказвачът описва търсенето на нещо, наречено Ксанаду (макар че не е изрично упоменато какво е, правенето на препратки към поемата Кубла Хан насочва към митично място, основано на някогашната лятна резиденция на Монголската империя), което ще му донесе безсмъртие. Разказвачът открива Ксанаду и получава това безсмъртие. Хиляда години изминават и той е оставен „да чака света да свърши“, което го вгорчава поради действителността на успешното му търсение.
Песента е първата на Ръш, в която преимуществена част имат синтезаторите. За разлика от предишните 2112 или Caress of Steel, Xanadu се изпълнява с китара и синтезаторни ефекти, и това представлява преходна фаза за групата.
В песента Ръш се впускат директно в програмната музика. В предишни техни албуми също има елементи от този тип музика. По-късните албуми от 70-те и 80-те също излагат на показ по-системното залагане на програмна музика.
В Xanadu се изисква от всеки член на групата да използва набор от инструменти, за да се внесе ефективност в изпълнението. Алекс Лайфсън използва двойната електрическа китара на Гибсън (едната с 12 струни, другата с 6), както и синтезаторни педали; Геди Лий използва двойна Рикънбекър 4080/12 китара (бас китара и 12-струнна китара), както и обстойни синтезаторни аранжименти (както с педали, така и с клавирни), докато пее; а Пърт поема разнородни перкусионни инструменти (темпъл блокчета, оркестрови камбани, бел трий, глокеншпил и вятърни камбанки), освен неговия принос в барабаните.
В по-скорошни версии на песента се наблюдава олекотяване на аранжимента. Например, по време на турнето R30, краят на песента е променена, за да не свири Лий частта с ритъм китарата.

## Кавър версии
Xanadu е кавърирана от Силвър Сън и издадена на ий-пито от 1998 г. Too Much, Too Little, Too Late. В него епопеята е компресирана в четириминутна поп и пънк песен.